# Parque Nacional Muddus
O Parque Nacional Muddus (em sueco: Muddus nationalpark; em lapão: Muttus) é um parque nacional localizado no interior da província histórica da Lapónia, no Norte da Suécia.

Fica situado nos municípios de Gällivare e  Jokkmokk, tendo sido inaugurado em 1942.

É o maior parque florestal do país, com uma área de 49 340 ha. Faz parte da grande Área da Lapónia (Laponia).